# Ligne 23 du métro de Shanghai
Pour les articles homonymes, voir Ligne 23.
La ligne 23 est une ligne du métro de Shanghai en construction qui ira du Shanghai Indoor Stadium de Shanghai dans le district de Xuhui à Minhang Development Zone de dans le district de Minhang. La longueur prévu est de 29 km de longueur, avec 22 stations. La ligne a été annoncée par le gouvernement municipal de Shanghai en 2016,. Il adoptera la conduite sans pilote (GoA4).
La ligne n'utilisera pas la portion existante de la ligne secondaire 5 entre les stations Dongchuan Road et Minhang Development Zone, la ligne devant être entièrement souterraine. Une fois terminé, elle comportera des stations d'échange avec les lignes 3, 4, 5, 15 et 19. La durée de construction de ce projet devrait être de 74 moiss.

## Stations de métro

### Itinéraires de service
| Nom des stations          | Nom des stations | Connections                                                                        | Distance | Distance | Distance | Location  |
| Anglais                   | Chinois          | Connections                                                                        | km       | km       | min      | Location  |
| ------------------------- | ---------------- | ---------------------------------------------------------------------------------- | -------- | -------- | -------- | --------- |
| Shanghai Stadium          | 上海体育场       | Ligne 4 du métro de Shanghai                                                       | 0.0      | 0.0      | 0.0      | Xuhui     |
| Longcao Road              | 龙漕路           | Ligne 3 du métro de Shanghai · Ligne 12 du métro de Shanghai                       |          |          |          | Xuhui     |
| Longqi Road               | 龙启路           |                                                                                    |          |          |          | Xuhui     |
| Shanghai Botanical Garden | 上海植物园       |                                                                                    |          |          |          | Xuhui     |
| Longrui Road              | 龙瑞路           |                                                                                    |          |          |          | Xuhui     |
| Xupu Bridge               | 徐浦大桥         |                                                                                    |          |          |          | Xuhui     |
| Huajing Road              | 华泾路           |                                                                                    |          |          |          | Xuhui     |
| Jinglian Road             | 景联路           |                                                                                    |          |          |          | Xuhui     |
| Longwu Road               | 龙吴路           | Ligne 19                                                                           |          |          |          | Minhang   |
| Chengjiang Road           | 澄江路           |                                                                                    |          |          |          | Minhang   |
| Mojiang Road              | 墨江路           |                                                                                    |          |          |          | Minhang   |
| North Wujing              | 吴泾北           |                                                                                    |          |          |          | Minhang   |
| Fanghe Road               | 放鹤路           |                                                                                    |          |          |          | Minhang   |
| Zilong Road               | 紫龙路           |                                                                                    |          |          |          | Minhang   |
| East Jiangchuan Road      | 江川东路         |                                                                                    |          |          |          | Minhang   |
| Zizhu Hi-tech Park        | 紫竹高新区       | Ligne 15 du métro de Shanghai                                                      |          |          |          | Minhang   |
| Hujin Expressway          | 沪金高速         |                                                                                    |          |          |          | Minhang   |
| Dongchuan Road            | 东川路           | Ligne 5 du métro de Shanghai                                                       |          |          |          | Minhang   |
| Jinping Road              | 金平路           |                                                                                    |          |          |          | Minhang   |
| Huaning Road              | 华宁路           |                                                                                    |          |          |          | Minhang   |
| Wenjing Road              | 文井路           |                                                                                    |          |          |          | Minhang   |
| Minhang Development Zone  | 闵行开发区       |                                                                                    |          | 28,5     |          | Minhang   |
|                           |                  |                                                                                    |          |          |          |           |
| Guyong Road               | 沪金高速         |                                                                                    |          |          |          | Minhang   |
| Huijiang Road             | 汇江路           |                                                                                    |          |          |          | Minhang   |
| Chedun                    | 车墩             | T3 (prévu) Jinshan Jiamin (prévu, station Shengang Road) Liaison Est-Ouest (prévu) |          |          |          | Songjiang |
|                           |                  |                                                                                    |          |          |          |           |